# Annapurna Sul
O Annapurna Sul, também chamado Dakshin e Moditse, é uma montanha no maciço dos Annapurnas dos Himalaias. Com 7 219 metros de altitude, é  a 101.ª montanha mais alta do mundo. Foi escalada até ao cimo pela primeira vez em 1964. A montanha vizinha Hiunchuli é, na realidade, uma extensão do Annapurna Sul.
Visto de sul, o Annapurna Sul é um dos picos mais impressionantes do maciço do Annapurnas, erguendo-se a mais de 5 000 m acima do vale do Modi Khola e tapando a vista para o Annapurna I (8 091 m de altitude). As encostas a nordeste dominam o Santuário do Annapurna, um destino popular de trekking. Visto de ocidente, a montanha assemelha-se a uma pirâmide.